# Джеральд Боган
Джеральд Френсіс Боган (англ. Gerald Francis Bogan; 27 липня 1894, Макіно-Айленд — 8 червня 1973, Ла-Хоя) — віце-адмірал ВМС США, учасник Першої та Другої світових воєн.

## Біографія
Джеральд Боган народився 27 липня 1894 року у Макіно-Айленд. Він закінчив школу в Чикаго. У червні 1912 року вступив до Військово-морської академії, з якої випустився в 1916 році в званні енсина. Перше призначення Боган отримав на броненосець USS Vermont. У жовтні 1916 року його перевели на посаду інструктора тренувальної станції на Великих озерах. У березні 1917 року його призначили на посаду артилерійського офіцера на легкий крейсер Birmingham. Після вступу США до Першої світової війни корабель супроводжував конвої у європейських водах. Після завершення бойових дій Боган служив на есмінцях Stribling та Hopewell.
У 1920 році призначений на посаду старшого офіцера есмінця Broome, який служив у Балтійському та Середземному морях, а потім був переведений в Азію. З січня 1922 року Боган був начальником радіостанції ВМС США на острові Руський у Владивостоці. Після повернення до США в 1923 році він обіймав посади інструктора у Військово-морській академії та тренувальному центрі в Гемптон-Роудс. Потім Боган пройшов перепідготовку на військово-повітряній базі у Пенсаколі та отримав кваліфікацію офіцера морської авіації. У березні 1925 року отримав призначення в ескадрилью, що базувалася на авіаносці Langley в Гонолулу. З 1926 по 1928 Боган командував ескадрильєю.
З червня 1930 по липень 1931 року командував третьою ескадрильєю, що базувалася на авіаносцях Lexington і Langley. Потім обіймав аналогічну посаду на авіаносці Saratoga. У червні 1932 року Боган відряджений як інструктор на базу морської авіації Анакостія, а 1934 року повернувся на Lexington на посаду офіцера управління польотами. З 1936 по 1938 рік він проходив службу в Пенсаколі як суперінтендант льотної підготовки, а потім старшого офіцера. Ще два роки Боган провів на авіаносці Yorktown, займаючи посади штурмана та старшого офіцера. У серпні 1940 року його призначили командиром бази морської авіації в Маямі. На цій посаді він пробув до жовтня 1942 року .
З жовтня 1942 по червень 1943 року Боган командував авіаносцем Saratoga, який брав участь у битві за Гуадалканал. З червня по жовтень 1943 року він був командиром авіації Десятого флоту під керівництвом адмірала Ернеста Кінга. З жовтня 1943 по січень 1944 року командував повітряним флотом у Норфолку. З січня 1944 року він послідовно командував 25, 11 та 4 дивізіями авіаносців. Після завершення операції на Сайпані Богана було призначено командиром тактичної групи 38.2. На цій посаді він служив до кінця війни. За участь у бойових діях на Тихому океані Джеральд Боган був нагороджений орденом «Легіон Заслуг», Військово-морським хрестом та двома медалями «За видатну службу» .
Після капітуляції Японії Боган повернувся до США. До лютого 1946 року він командував повітряним флотом в Аламіді. Потім йому надали звання віце-адмірала і призначили командувачем авіації Атлантичного флоту. З 8 січня 1949 по 1 лютого 1950 року Боган командував Першим флотом ВМС США.